# NGC 759
NGC 759 is een elliptisch sterrenstelsel in het sterrenbeeld Andromeda. Het hemelobject werd op 17 september 1865 ontdekt door de Duits-Deense astronoom Heinrich Louis d'Arrest.

## Synoniemen
- PGC 7397
- UGC 1440
- MCG 6-5-67
- ZWG 522.87
- IRAS01548+3605